# 大腰

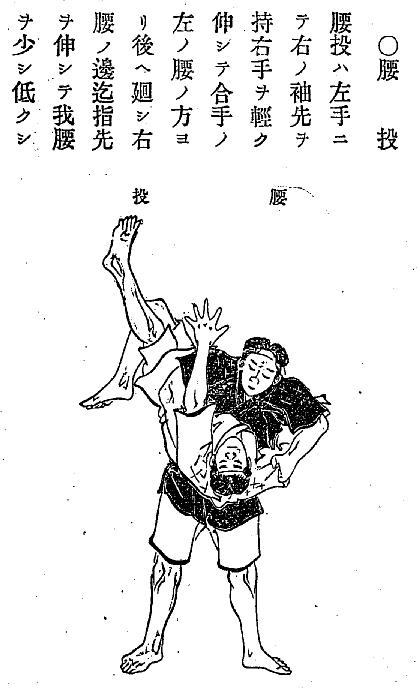
天神真楊流乱捕技の腰投

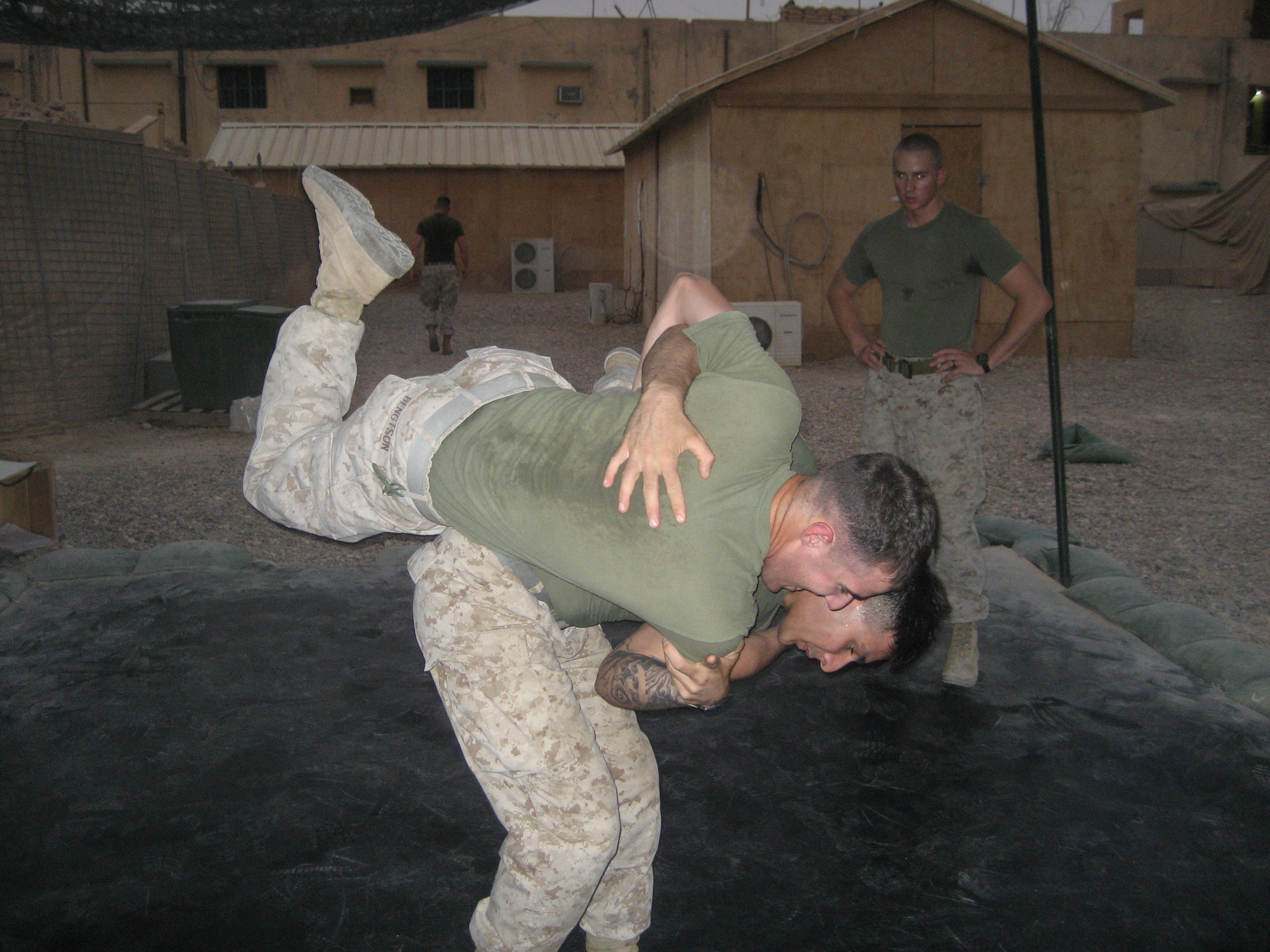
アメリカ海兵隊の訓練における大腰（ヒップスロー）

大腰（おおごし）は、柔道の腰技の一つ。講道館や国際柔道連盟 (IJF) での正式名。IJF略号OGO。

## 概要
大きく踏み込み、股に手を通し、その動きに合わせて、前回りさばきで相手を前に崩し、釣り手を脇の下から腰にまわし、腰を深く入れ（膝を曲げ、伸ばし後腰に乗せ）、腰を上げて持ち上げる様にして投げる技。帯を掴んで投げると、釣腰になる。
背中越しあるいは、腕越しに（外側から）背中を掴む組み手でのパターンが多く使われる。しかし、腰技としては、最も基本的である技であるとされ、また初心者でも受け身が取りやすく投げる側も「深く腰を入れて相手を乗せる」感覚がつかみやすい技であるので、投技では一番始めに指導されることが多い。
柔道着を着用しない総合格闘技や軍隊格闘技では多用される。

### 飛腰
飛腰（とびごし）は相手の内股や腰技を相手の腰を飛び越してかわしての大腰。相手の内股や腰技を相手の右腰を飛び越してかわし、右手を引き手、左手を釣り手として大腰で相手を投げる。

## 類似の技
※太字は大腰との違いである。
- 浮腰

腰浅く入れ腰に乗せずに、膝のバネと腰の回転で投げる。
- 移腰

相手の技を受け止め、相手の腰を抱えながら自分の腰に乗せる。返し技。
- 釣腰

腰に手を回した上で帯を握り、腰に乗せて投げる。頭越しに帯を取る場合もある。

## 歴史
当初は移腰の一つとの意見があったが講道館で検討した結果「大腰」という技名になった。
『天神真楊流柔術極意教授図解』には「乱捕技」の一つに腰投という名称で、『死活自在・接骨療法・柔道生理書』には入腰捕という名称で「大腰」と同じ技法が記載されている。
嘉納治五郎がヨーロッパへの航海中、ロシア人レスラーと取り組み大腰で投げ飛ばしたという逸話が残っている。